# I na kamnjakh rastut derevja
I na kamnjakh rastut derevja (russisk: И на камнях растут деревья) er en sovjetisk spillefilm fra 1985 af Knut Andersen og Stanislav Rostotskij.

## Medvirkende
- Aleksandr Timosjkin som Kuksja
- Petronella Barker som Signy
- Tor Stokke som Torir
- Torgeir Fonnlid som Sigurd
- Jon Andresen som Harald